# خان طومان
خان طومان قرية في منطقة جبل سمعان في محافظة حلب في سوريا. تقع على بعد حوالي 10 كم جنوب غرب مدينة حلب. توجد قربها صوامع ضخمة للحبوب.